# Ning
För andra betydelser, se Ning (olika betydelser).
Ning är en webbtjänst som har specialiserat sig på att göra det enkelt för användare att skapa egna sociala nätverk. Webbtjänsten lanserades i oktober 2005 och hyllades av Techcrunch som en av de snabbaste växande webbtjänsterna efter att ha uppnått 100 000 uppstartade nätverk. Tjänsten har fortsatt att växa och den 7 oktober 2008 rapporterades det att man nått 500 000 nätverk och att det då startades ett nätverk var 30 sekund. I de sociala nätverken eller community kan användarna skapa forum, ha egna bloggar, ladda upp digitala bilder, filmer och chat.
Nätverket som användaren startar kan antingen vara publikt eller privat.